# Luciano Giovannetti (Bischof)

Bischofswappen von Luciano Giovannetti

Luciano Giovannetti (* 26. Juli 1934 in Civitella in Val di Chiana, Provinz Arezzo, Italien; † 29. Juni 2024 in Arezzo) war ein italienischer Geistlicher und römisch-katholischer Bischof von Fiesole.

## Leben
Luciano Giovannetti trat 1946 in das Priesterseminar in Arezzo ein und empfing am 15. Juni 1957 die Priesterweihe für das Bistum Arezzo. Er war unter anderem Regens des Priesterseminars von Arezzo.
Papst Paul VI. ernannte ihn am 15. Februar 1978 zum Weihbischof in Arezzo und Titularbischof von Zaba. Der Bischof von Sansepolcro, Cortona und Arezzo, Telesforo Giovanni Cioli OCarm, spendete ihm am 8. April desselben Jahres die Bischofsweihe; Mitkonsekratoren waren Giuseppe Franciolini, emeritierter Bischof von Cortona, und Angelo Scapecchi, Weihbischof in Cortona.
Papst Johannes Paul II. ernannte ihn am 27. Mai 1981 zum Bischof von Fiesole und er wurde am 6. Juli desselben Jahres in das Amt eingeführt. Am 13. Februar 2010 nahm Papst Benedikt XVI. seinen altersbedingten Rücktritt an.
Luciano Giovannetti war von 2010 bis 2018 Großprior der Statthalterei Italia Centrale Apenninica des Ritterordens vom Heiligen Grab zu Jerusalem.
Giovannetti hatte als Zehnjähriger am 29. Juni 1944 das Massaker von Civitella in Val di Chiana, Cornia und San Pancrazio in seinem Heimatstadt Civitella in Val di Chiana in der Provinz Arezzo erlebt. Am 25. April 2024 traf er mit Staatspräsident Sergio Mattarella anlässlich einer Gedenkfeier zum 80. Jahrestag zusammen.
Er starb am 29. Juni 2024 im 90. Lebensjahr im Pfarrhaus der Kirche Sant’Agnese im historischen Zentrum von Arezzo, wo er zuletzt lebte.